# 와이프 미스트리스
와이프 미스트리스(Mogliamante, Wifemistress)는 이탈리아에서 제작된 마르코 비카리오 감독의 1977년 코미디, 드라마, 멜로/로맨스 영화이다. 로라 안토넬리 등이 주연으로 출연하였고 프랑코 크리스탈디 등이 제작에 참여하였다.

## 출연

### 주연
- 로라 안토넬리
- 마르첼로 마스트로야니

### 조연
- 레오나르드 맨
- 개스톤 모스친
- 윌리엄 버거
- 올가 칼라토스
- 스테파노 패트리지

## 제작진
- 미술: 마리오 가르버글리아